# Teoria di Olduvai
La teoria di Olduvai (dal titolo originale World Energy Production, Population, Growth, And The Road to the Olduvai Gorge) è stata proposta da Richard C. Duncan, ingegnere petrolifero e direttore dell'Institute on Energy and Man, che ha portato a termine nel 1989 un'ampia modellizzazione riguardo all'esaurimento delle risorse petrolifere.
La teoria, che prevede una durata limitata per la civiltà industriale, prende il nome dal sito archeologico della Gola di Olduvai, in Tanzania, che Duncan considera "una buona metafora per riferirsi alla vita nell'Età della Pietra".

## La teoria
Tale teoria afferma che la civiltà industriale durerà per 100 anni, dal 1930 al 2030, in base alle proiezioni del rapporto tra produzione mondiale di energia e ammontare della popolazione umana. Questa teoria fornisce un argomento moderno a supporto della catastrofe malthusiana che si rifà al pensiero di Thomas Robert Malthus.

## Prove a favore
(Richard C. Duncan, introduzione alla teoria)
Analizzando la serie storica del rapporto tra produzione di energia mondiale e popolazione mondiale, si può notare che questo ha avuto una grossa ascesa tra il 1945 e il 1970, una debole crescita tra il 1970 e il 1979 e infine una fase di stasi tra il 1979 e il 2003, che Duncan chiama "plateau di Olduvai".
La teoria di Olduvai afferma che tra il 2012 e il 2030 ci sarà un declino esponenziale dell'energia prodotta pro capite ("precipizio di Olduvai"); se questo si avvererà, la popolazione mondiale diminuirà dai 6,6 miliardi di persone del 2008 ai 5 miliardi nel 2030.
Nel 2006 Duncan ha rivisto la sua teoria confermandone le previsioni e anticipando di alcuni anni (dal 2012 al 2008) la data del "precipizio di Olduvai".

## Critiche
La teoria non terrebbe conto di alcuni fattori: sviluppo di nuove tecnologie, cambiamento del comportamento socioeconomico, aumento del fabbisogno energetico (da non confondere con la produzione) pro-capite avvenuto fino ad ora, da 11,15 barili equivalenti di petrolio all'anno nel 1979 a 12,12 nel 2008. Duncan non ha neanche calcolato che nel 2030 saremo 8 miliardi di persone sulla Terra, così come prevedono gli enti internazionali.